# Vice Squad
A Vice Squad brit punk rock/street punk együttes. 1978-ban alakult meg Bristolban.  Énekesnőjük Beki Bondage.

## Tagok

### Jelenlegi tagok
- Beki Bondage
- Paul Rooney
- Wayne Firefly
- Django

Rajtuk kívül még többen megfordultak a zenekarban.

## Diszkográfia

### Stúdióalbumok
- No Cause for Concern (1981)
- Stand Strong Stand Proud (1982)
- Shot Away (1985)
- Get a Life (1999)
- Resurrection (1999)
- Lo-Fi Life (2000)
- Rich and Famous (2003)
- Defiant (2006)
- Unreleased 2008 (2009)
- London Underground (2009)
- Punk Rock Radio (2011)
- Cardboard Country (2014)
- Battle of Britain (2020)